# Australia na Letnich Igrzyskach Olimpijskich 2016
Australię na Letnich Igrzyskach Olimpijskich 2016 reprezentowało 420 zawodników: 208 mężczyzn i 212 kobiet. Był to dwudziesty ósmy start reprezentacji Australii na letnich igrzyskach olimpijskich.

## Zdobyte medale
| Medal  | Zawodnik | Dyscyplina           | Konkurencja                                 | Rezultat                                                    | Data        |
| ------ | --- | -------------------- | ------------------------------------------- | ----------------------------------------------------------- | ----------- |
| Złoto  | Mack Horton | Pływanie             | 400 m stylem dowolnym mężczyzn              | 3:41,55                                                     | 6 sierpnia  |
| Złoto  | Emma McKeon Brittany Elmslie Bronte Campbell Cate Campbell Madison Wilson                                                                                              | Pływanie             | sztafeta 4 × 100 m stylem dowolnym kobiet   | 3:30,65                                                     | 6 sierpnia  |
| Złoto  | Catherine Skinner | Strzelectwo          | trap kobiet                                 | 12 pkt                                                      | 7 sierpnia  |
| Złoto  | Shannon Parry Sharni Williams Nicole Beck Gemma Etheridge Emma Tonegato Evania Pelite Charlotte Caslick Chloe Dalton Amy Turner Alicia Quirk Emilee Cherry Ellia Green | Rugby                | turniej kobiet                              | W finale pokonały reprezentację Nowej Zelandii 24:17        | 8 sierpnia  |
| Złoto  | Kyle Chalmers | Pływanie             | 100 m stylem dowolnym mężczyzn              | 47,58                                                       | 10 sierpnia |
| Złoto  | Kim Crow | Wioślarstwo          | jedynki kobiet                              | 7:21,54                                                     | 13 sierpnia |
| Złoto  | Chloe Esposito | Pięciobój nowoczesny | kobiety                                     | 1372 pkt                                                    | 19 sierpnia |
| Złoto  | Tom Burton | Żeglarstwo           | klasa Laser                                 | 73 pkt                                                      | 16 sierpnia |
| Srebro | Madeline Groves | Pływanie             | 200 m stylem motylkowym kobiet              | 2:04,88                                                     | 10 sierpnia |
| Srebro | Leah Neale Emma McKeon Bronte Barratt Tamsin Cook Jessica Ashwood | Pływanie             | sztafeta 4 × 200 m stylem dowolnym kobiet   | 7:44,87                                                     | 10 sierpnia |
| Srebro | James McRae Karsten Forsterling Cameron Girdlestone Alexander Belonogoff                                                                                               | Wioślarstwo          | czwórka podwójna mężczyzn                   | 6:07,96                                                     | 11 sierpnia |
| Srebro | Mitch Larkin | Pływanie             | 200 m stylem grzbietowym mężczyzn           | 1:53,96                                                     | 11 sierpnia |
| Srebro | Joshua Dunkley-Smith William Lockwood Josh Booth Alexander Hill | Wioślarstwo          | czwórka bez sternika mężczyzn               | 6:00,44                                                     | 12 sierpnia |
| Srebro | Jack Bobridge Michael Hepburn Alexander Edmondson Sam Welsford Callum Scotson                                                                                          | Kolarstwo torowe     | wyścig mężczyzn na dochodzenie              | 3:51,00                                                     | 12 sierpnia |
| Srebro | Emily Seebohm Taylor McKeown Emma McKeon Cate Campbell Madison Wilson Madeline Groves Brittany Elmslie                                                                 | Pływanie             | sztafeta 4 × 100 m stylem zmiennym kobiet   | 3:55,00                                                     | 13 sierpnia |
| Srebro | Jason Waterhouse Lisa Darmanin | Żeglarstwo           | Nacra 17                                    | 78 pkt                                                      | 16 sierpnia |
| Srebro | Mathew Belcher Will Rayn | Żeglarstwo           | klasa 470 mężczyzn                          | 58 pkt                                                      | 18 sierpnia |
| Srebro | Nathan Outteridge Iain Jensen | Żeglarstwo           | klasa 49er mężczyzn                         | 78 pkt                                                      | 18 sierpnia |
| Srebro | Jared Tallent | Lekkoatletyka        | chód na 50 km mężczyzn                      | 3:41:16                                                     | 19 sierpnia |
| Brąz   | Alec Potts Ryan Tyack Taylor Worth | Łucznictwo           | mężczyźni dryżynowo                         | W pojedynku o brązowy medal pokonali reprezentację Chin 6:2 | 6 sierpnia  |
| Brąz   | Maddison Keeney Anabelle Smith | Skoki do wody        | trampolina 3 m kobiet synchronicznie        | 299,19 pkt                                                  | 7 sierpnia  |
| Brąz   | James Roberts Kyle Chalmers James Magnussen Cameron McEvoy Matthew Abood                                                                                               | Pływanie             | sztafeta 4 × 100 m stylem dowolnym mężczyzn | 3:11,37                                                     | 7 sierpnia  |
| Brąz   | Chris Burton Sam Griffiths Stuart Tinney Shane Rose | Jeździectwo          | WKKW drużynowo                              | 175,30 pkt                                                  | 9 sierpnia  |
| Brąz   | Emma McKeon | Pływanie             | 200 m stylsem dowolnym kobiet               | 1:54,92                                                     | 9 sierpnia  |
| Brąz   | Jessica Fox | Kajakarstwo górskie  | K-1 kobiet                                  | 102,49 pkt                                                  | 11 sierpnia |
| Brąz   | Dane Alex Bird-Smith | Lekkoatletyka        | chód na 20 km mężczyzn                      | 1:19,37                                                     | 12 sierpnia |
| Brąz   | Anna Meares | Kolarstwo torowe     | keirin kobiet                               |                                                             | 13 sierpnia |
| Brąz   | Mitch Larkin Jake Packard David Morgan Kyle Chalmers Cameron McEvoy | Pływanie             | sztafeta 4 × 100 m stylem zmiennym mężczyzn | 3:29,93                                                     | 13 sierpnia |
| Brąz   | Ken Wallace Lachlan Tame | Kajakarstwo          | K-2 1000 m mężczyzn                         | 3:12,593                                                    | 11 sierpnia |

## Skład kadry

### Badminton
| Zawodnik                      | Konkurencja        | Faza grupowa                       | Faza grupowa                      | Faza grupowa                        | Pozycja | 1/8              | Ćwierćfinały     | Półfinały        | Finał            | Finał   | Źródło |
| Zawodnik                      | Konkurencja        | Przeciwnik Wynik                   | Przeciwnik Wynik                  | Przeciwnik Wynik                    | Pozycja | Przeciwnik Wynik | Przeciwnik Wynik | Przeciwnik Wynik | Przeciwnik Wynik | Pozycja | Źródło |
| ----------------------------- | ------------------ | ---------------------------------- | --------------------------------- | ----------------------------------- | ------- | ---------------- | ---------------- | ---------------- | ---------------- | ------- | ------ |
| Matthew Chau Sawan Serasinghe | gra podwójna (m)   | Lee Yoo 0:1 (14-21, 16-21)         | Iwanow Sozonow 0:2 (16-21, 16-21) | Lee Tsai 0:2 (14-21, 19-21)         | 4.      | N/A              | NQ               | NQ               | NQ               | 9.      | [ 3 ]  |
| Wendy Chen Hsuan-yu           | gra pojedyncza (k) | Buranaprasertsuk 0:2(14-21, 15-21) | Foo Kune 0:2(16-21, 19-21)        | N/A                                 | 3.      | NQ               | NQ               | NQ               | NQ               | 14.     | [ 4 ]  |
| Robin Middleton Leanne Choo   | mikst              | Ahmad Natsir 0:2 (7-21, 8-21)      | Chan Goh 0:2 (17-21, 15-21)       | Issara Amitrapai 0:2 (13-21, 18-21) | 4.      | N/A              | NQ               | NQ               | NQ               | 9.      | [ 5 ]  |

### Boks
| Zawodnik       | Konkurencja           | 1/16             | 1/8                | Ćwierćfinał      | Półfinał         | Finał            | Finał   | Źródło |
| Zawodnik       | Konkurencja           | Przeciwnik Wynik | Przeciwnik Wynik   | Przeciwnik Wynik | Przeciwnik Wynik | Przeciwnik Wynik | Miejsce | Źródło |
| -------------- | --------------------- | ---------------- | ------------------ | ---------------- | ---------------- | ---------------- | ------- | ------ |
| Daniel Lewis   | waga średnia mężczyzn | Jabłoński W 2-1  | Meliqo‘ziyev P 0-3 | NQ               | NQ               | NQ               | 9.      | [ 6 ]  |
| Jason Whateley | waga ciężka mężczyzn  | Nogueira P 0-3   | NQ                 | NQ               | NQ               | NQ               | 17.     | [ 7 ]  |
| Shelley Watts  | waga lekka kobiet     | N/A              | Testa P 1-2        | NQ               | NQ               | NQ               | 9.      | [ 8 ]  |

### Gimnastyka
Kobiety
| Zawodniczka     | Konkurencja            | Kwalifikacje | Kwalifikacje | Finał | Finał   | Źródło |
| Zawodniczka     | Konkurencja            | Wynik        | Miejsce      | Wynik | Miejsce | Źródło |
| --------------- | ---------------------- | ------------ | ------------ | ----- | ------- | ------ |
| Larrissa Miller | ćwiczenia wolne        | 14,533       | 30.          | NQ    | NQ      | [ 9 ]  |
| Larrissa Miller | ćwiczenia na poręczach | 12,733       | 67.          | NQ    | NQ      | [ 9 ]  |

#### Gimnastyka artystyczna
| Zawodniczka     | Konkurencja           | Eliminacje | Eliminacje | Eliminacje | Eliminacje | Eliminacje | Eliminacje | Finał    | Finał    | Finał    | Finał    | Finał | Finał   | Źródło |
| Zawodniczka     | Konkurencja           | Przyrząd   | Przyrząd   | Przyrząd   | Przyrząd   | Razem      | Miejsce    | Przyrząd | Przyrząd | Przyrząd | Przyrząd | Razem | Miejsce | Źródło |
| Zawodniczka     | Konkurencja           | H          | B          | C          | R          | Razem      | Miejsce    | H        | B        | C        | R        | Razem | Miejsce | Źródło |
| --------------- | --------------------- | ---------- | ---------- | ---------- | ---------- | ---------- | ---------- | -------- | -------- | -------- | -------- | ----- | ------- | ------ |
| Danielle Prince | wielobój indywidualny | 14,500     | 15,250     | 15,716     | 15,550     | 61,016     | 25.        | NQ       | NQ       | NQ       | NQ       | NQ    | NQ      | [ 10 ] |

#### Skoki na trampolinie
| Zawodnik     | Konkurencja | Eliminacje        | Eliminacje    | Eliminacje | Eliminacje | Eliminacje | Finał    | Finał     | Finał  | Finał  | Finał   | Finał   | Źródło |
| Zawodnik     | Konkurencja | Układ obowiązkowy | Układ dowolny | Kara       | Razem      | Pozycja    | Trudność | Wykonanie | Lot    | Kara   | Łącznie | Pozycja | Źródło |
| Zawodnik     | Konkurencja | Punkty            | Punkty        | Punkty     | Punkty     | Pozycja    | Punkty   | Punkty    | Punkty | Punkty | Punkty  | Pozycja | Źródło |
| ------------ | ----------- | ----------------- | ------------- | ---------- | ---------- | ---------- | -------- | --------- | ------ | ------ | ------- | ------- | ------ |
| Blake Gaudry | mężczyźni   | 49,525            | 55,925        |            | 105,450    | 13.        | NQ       | NQ        | NQ     | NQ     | NQ      | NQ      | [ 11 ] |

### Golf
| Zawodnik      | Konkurencja | Runda 1 | Runda 2 | Runda 3 | Runda 4 | Łącznie | Łącznie | Łącznie | Źródło |
| Zawodnik      | Konkurencja | Wynik   | Wynik   | Wynik   | Wynik   | Wynik   | Par     | Pozycja | Źródło |
| ------------- | ----------- | ------- | ------- | ------- | ------- | ------- | ------- | ------- | ------ |
| Marcus Fraser | Mężczyźni   | 63      | 69      | 72      | 72      | 276     | −8      | 5.      | [ 12 ] |
| Scott Hend    | Mężczyźni   | 74      | 69      | 71      | 71      | 285     | +1      | 39.     | [ 12 ] |
| Minjee Lee    | kobiety     | 69      | 67      | 73      | 67      | 276     | −8      | 7.      | [ 12 ] |
| Su-Hyun Oh    | kobiety     | 71      | 72      | 66      | 70      | 279     | −5      | 13.     | [ 12 ] |

### Hokej na trawie
Turniej kobiet
- Reprezentacja kobiet

| - Gabrielle Nance - Brooke Peris - Casey Sablowski - Kirstin Dwyer - Jodie Kenny - Karri McMahon - Madonna Blyth - Edwina Bone |  | - Georgina Morgan - Jane Claxton - Georgie Parker - Kathryn Slattery - Mariah Williams - Emily Smith - Rachael Lynch - Grace Stewart |

| Drużyna   | Konkurencja | Faza grupowa        | Faza grupowa          | Faza grupowa     | Faza grupowa     | Faza grupowa     | Faza grupowa | Ćwierćfinały      | Półfinały        | Finał            | Pozycja | Źródło |
| Drużyna   | Konkurencja | Przeciwnik Wynik    | Przeciwnik Wynik      | Przeciwnik Wynik | Przeciwnik Wynik | Przeciwnik Wynik | Pozycja      | Przeciwnik Wynik  | Przeciwnik Wynik | Przeciwnik Wynik | Pozycja | Źródło |
| --------- | ----------- | ------------------- | --------------------- | ---------------- | ---------------- | ---------------- | ------------ | ----------------- | ---------------- | ---------------- | ------- | ------ |
| Australia | kobiety     | Wielka Brytania 1:2 | Stany Zjednoczone 1:2 | Indie 6:1        | Argentyna 1:0    | Japonia 2:0      | 3.           | Nowa Zelandia 2:4 | NQ               | NQ               | 6.      | [ 13 ] |

Turniej mężczyzn
- Reprezentacja mężczyzn

| - Jamie Dwyer - Simon Orchard - Glenn Turner - Chris Ciriello - Matt Dawson - Mark Knowles - Eddie Ockenden - Jacob Whetton |  | - Blake Govers - Matthew Gohdes - Aran Zalewski - Tim Deavin - Matthew Swann - Daniel Beale - Andrew Charter - Fergus Kavanagh |

| Drużyna   | Konkurencja | Faza grupowa      | Faza grupowa     | Faza grupowa     | Faza grupowa        | Faza grupowa     | Faza grupowa | Ćwierćfinały     | Półfinały        | Finał            | Pozycja | Źródło |
| Drużyna   | Konkurencja | Przeciwnik Wynik  | Przeciwnik Wynik | Przeciwnik Wynik | Przeciwnik Wynik    | Przeciwnik Wynik | Pozycja      | Przeciwnik Wynik | Przeciwnik Wynik | Przeciwnik Wynik | Pozycja | Źródło |
| --------- | ----------- | ----------------- | ---------------- | ---------------- | ------------------- | ---------------- | ------------ | ---------------- | ---------------- | ---------------- | ------- | ------ |
| Australia | mężczyźni   | Nowa Zelandia 2:1 | Hiszpania 0:1    | Belgia 0:1       | Wielka Brytania 2:1 | Brazylia 9:0     | 3.           | Holandia 0:4     | NQ               | NQ               | 6.      | [ 14 ] |

### Jeździectwo
Ujeżdżenie
| Zawodnik                                         | Koń                      | Konkurencja   | Grand Prix | Grand Prix | Grand Prix Special | Grand Prix Special | Finał | Finał | Źródło |
| Zawodnik                                         | Koń                      | Konkurencja   | Wynik      | Poz.       | Wynik              | Poz.               | Wynik | Poz.  | Źródło |
| ------------------------------------------------ | ------------------------ | ------------- | ---------- | ---------- | ------------------ | ------------------ | ----- | ----- | ------ |
| Lyndal Oatley                                    | Ujeżdżenie indywidualnie | Sandro Boy    | 70,186     | 36.        | NQ                 | NQ                 | NQ    | NQ    | [ 15 ] |
| Mary Hanna                                       | Ujeżdżenie indywidualnie | Boogie Woogie | 69,643     | 39.        | NQ                 | NQ                 | NQ    | NQ    | [ 15 ] |
| Kristy Oatley                                    | Ujeżdżenie indywidualnie | Du Soleil     | 68,900     | 42.        | NQ                 | NQ                 | NQ    | NQ    | [ 15 ] |
| Sue Hearn                                        | Ujeżdżenie indywidualnie | Remmington    | 65,343     | 54.        | NQ                 | NQ                 | NQ    | NQ    | [ 15 ] |
| Lyndal Oatley Mary Hanna Kristy Oatley Sue Hearn | ujeżdżenie drużynowe     | jak wyżej     | 69,576     | 9.         | NQ                 | NQ                 | NQ    | NQ    | [ 15 ] |

Skoki przez przeszkody
| Zawodnik                                                                | Konkurencja         | Koń            | Runda 1 | Runda 1 | Runda 2       | Runda 2 | Runda 2 | Runda 3 | Runda 3 | Runda 3 | Finał   | Finał   | Finał   | Finał   | Finał | Finał | Źródło |
| Zawodnik                                                                | Konkurencja         | Koń            | Runda 1 | Runda 1 | Runda 2       | Runda 2 | Runda 2 | Runda 3 | Runda 3 | Runda 3 | Runda A | Runda A | Runda B | Runda B | Razem | Razem | Źródło |
| Zawodnik                                                                | Konkurencja         | Koń            | Błędy   | Poz.    | Błędy         | Razem   | Poz.    | Błędy   | Razem   | Poz.    | Błędy   | Poz.    | Błędy   | Poz.    | Błędy | Poz.  | Źródło |
| ----------------------------------------------------------------------- | ------------------- | -------------- | ------- | ------- | ------------- | ------- | ------- | ------- | ------- | ------- | ------- | ------- | ------- | ------- | ----- | ----- | ------ |
| Edwina Tops-Alexander                                                   | Skoki indywidualnie | Linera Tequila | 0       | 1.      | 5             | 5       | 26.     | 4       | 9       | 23.     | 0       | 1.      | 4       | 4       | 9.    | 9.    | [ 15 ] |
| Scott Keach                                                             | Skoki indywidualnie | Fedor          | 4       | 27.     | Wyeliminowany | NQ      | NQ      | NQ      | NQ      | NQ      | NQ      | NQ      | NQ      | NQ      | NQ    | NQ    | [ 15 ] |
| Matt Williams                                                           | Skoki indywidualnie | Valinski S     | 8       | 53.     | 0             | 8       | 30.     | 6       | 14      | 36.     | 8       | 28.     | DNF     | DNF     | DNF   | DNF   | [ 15 ] |
| James Paterson-Robinson                                                 | Skoki indywidualnie | Amarillo       | 8       | 53.     | 9             | 17      | 53.     | DNF     | DNF     | DNF     | DNF     | DNF     | DNF     | DNF     | DNF   | DNF   | [ 15 ] |
| Edwina Tops-Alexander Scott Keach Matt Williams James Paterson-Robinson | Skoki drużynowo     | jak wyżej      | N/A     | N/A     | N/A           | N/A     | N/A     | N/A     | N/A     | N/A     | 12      | 12.     | NQ      | NQ      | NQ    | NQ    | [ 15 ] |

WKKW
| Zawodnik                                            | Konkurencja   | Koń              | Ujeżdżenie | Cross country | Skoki (runda kwalifikacyjna) | Razem     | Skoki (runda finałowa) | Finał  | Pozycja | Źródło |
| --------------------------------------------------- | ------------- | ---------------- | ---------- | ------------- | ---------------------------- | --------- | ---------------------- | ------ | ------- | ------ |
| Chris Burton                                        | indywidualnie | Santano II       | 37,60      | 0,00          | 8,00                         | 45,60     | 8,00                   | 53,60  | 5.      | [ 15 ] |
| Shane Rose                                          | indywidualnie | CP Qualified     | 42,50      | Wyeliminowany | NQ                           | NQ        | NQ                     | NQ     | NQ      | [ 15 ] |
| Sam Griffiths                                       | indywidualnie | Paulank Brockagh | 46,30      | 6,80          | 0,00                         | 53,10     | 0,00                   | 53,10  | 4.      | [ 15 ] |
| Stuart Tinney                                       | indywidualnie | Pluto Mio        | 56,80      | 2,80          | 17,00                        | 76,60     | 8,00                   | 84,60  | 22.     | [ 15 ] |
| Chris Burton Shane Rose Sam Griffiths Stuart Tinney | drużynowo     | jak wyżej        | jak wyżej  | jak wyżej     | jak wyżej                    | jak wyżej | N/A                    | 175,30 | brąz    | [ 15 ] |

### Judo
Mężczyźni
| Zawodnik      | Konkurencja | 1/32             | 1/16                | 1/8              | Ćwierćfinał      | Półfinał         | Repasaże         | Finał/ 3. miejsce | Finał/ 3. miejsce | Źródło |
| Zawodnik      | Konkurencja | Przeciwnik Wynik | Przeciwnik Wynik    | Przeciwnik Wynik | Przeciwnik Wynik | Przeciwnik Wynik | Przeciwnik Wynik | Przeciwnik Wynik  | Pozycja           | Źródło |
| ------------- | ----------- | ---------------- | ------------------- | ---------------- | ---------------- | ---------------- | ---------------- | ----------------- | ----------------- | ------ |
| Joshua Katz   | −60 kg      | BYE              | Urozboyev P 000-100 | NQ               | NQ               | NQ               | NQ               | NQ                | 17.               | [ 16 ] |
| Nathan Katz   | −66 kg      | BYE              | Bassou P 000-001    | NQ               | NQ               | NQ               | NQ               | NQ                | 17.               | [ 17 ] |
| Jake Bensted  | −3 kg       | BYE              | Mlugu W 100-000     | Orujov P 000-100 | NQ               | NQ               | NQ               | NQ                | 9.                | [ 18 ] |
| Eoin Coughlan | −81 kg      | BYE              | Lee P 000-100       | NQ               | NQ               | NQ               | NQ               | NQ                | 17.               | [ 19 ] |

Kobiety
| Zawodniczka       | Konkurencja | 1/16                | 1/8                 | Ćwierćfinał         | Półfinał            | Repasaże            | Finał / 3. miejsce  | Finał / 3. miejsce | Źródła |
| Zawodniczka       | Konkurencja | Przeciwniczka Wynik | Przeciwniczka Wynik | Przeciwniczka Wynik | Przeciwniczka Wynik | Przeciwniczka Wynik | Przeciwniczka Wynik | Pozycja            | Źródła |
| ----------------- | ----------- | ------------------- | ------------------- | ------------------- | ------------------- | ------------------- | ------------------- | ------------------ | ------ |
| Chloe Rayner      | 48 kg       | Payet P 000-101     | NQ                  | NQ                  | NQ                  | NQ                  | NQ                  | 17.                | [ 20 ] |
| Katharina Haecker | 63 kg       | Sallés W 100-000    | Tashiro P 000-111   | NQ                  | NQ                  | NQ                  | NQ                  | 9.                 | [ 21 ] |
| Miranda Giambelli | 78 kg       | BYE                 | Aguiar P 000-100    | NQ                  | NQ                  | NQ                  | NQ                  | 9.                 | [ 22 ] |

### Kajakarstwo
Mężczyźni
| Zawodnik                                              | Konkurencja | Eliminacje | Eliminacje | Półfinały | Półfinały | Finał A/B | Finał A/B  | Pozycja | Źródło |
| Zawodnik                                              | Konkurencja | Czas       | Pozycja    | Czas      | Pozycja   | Czas      | Pozycja    | Pozycja | Źródło |
| ----------------------------------------------------- | ----------- | ---------- | ---------- | --------- | --------- | --------- | ---------- | ------- | ------ |
| Ferenc Szekszárdi                                     | C-1 200m    | 44,292     | 6.         | NQ        | NQ        | NQ        | NQ         | NQ      | [ 23 ] |
| Martin Marinov                                        | C-1 1000m   | 4:33,166   | 6.         | 4:24,273  | 7.        | 4:15,524  | 7. Finał B | 14.     | [ 23 ] |
| Martin Marinov Ferenc Szekszárdi                      | C-2 1000m   | 4:07,372   | 4.         | 4:13,754  | 5.        | 4:10,238  | 2. Finał B | 10.     | [ 23 ] |
| Stephen Bird                                          | K-1 200m    | 34,650     | 2.         | 34,584    | 2.        | 36,426    | 8. Finał A | 8.      | [ 23 ] |
| Daniel Bowker Jordan Wood                             | K-2 200m    | 34,246     | 6.         | 34,845    | 6.        | 35,334    | 3. Finał B | 11.     | [ 23 ] |
| Murray Stewart                                        | K-1 1000m   | 3:36,210   | 2.         | 3:32,602  | 1.        | 3:33,741  | 4. Finał A | 4.      | [ 23 ] |
| Ken Wallace Lachlan Tame                              | K-2 1000m   | 3:23,019   | 2.         | 3:16,635  | 1.        | 3:12,593  | 3. Finał A | brąz    | [ 23 ] |
| Ken Wallace Riley Fitzsimmons Jacob Clear Jordan Wood | K-4 1000m   | 2:55,666   | 3.         | 2:58,222  | 1.        | 3:06,731  | 4. Finał A | 4.      | [ 23 ] |

Kobiety
| Zawodniczka               | Konkurencja | Eliminacje | Eliminacje | Półfinały | Półfinały | Finał    | Finał        | Pozycja | Źródło |
| Zawodniczka               | Konkurencja | Czas       | Pozycja    | Czas      | Pozycja   | Czas     | Pozycja      | Pozycja | Źródło |
| ------------------------- | ----------- | ---------- | ---------- | --------- | --------- | -------- | ------------ | ------- | ------ |
| Naomi Flood               | K-1 500m    | 1:54,150   | 6.         | 2:01,910  | 6.        | NQ       | NQ           | NQ      | [ 23 ] |
| Alyssa Bull Alyce Burnett | K-2 500m    | 1:46,933   | 7.         | 1:44,290  | 3.        | 1:51,915 | 8. (finał A) | 8.      | [ 23 ] |

#### Kajakarstwo górskie
| Zawodnik       | Konkurencja  | Eliminacje | Eliminacje | Eliminacje | Eliminacje | Eliminacje | Eliminacje | Półfinały | Półfinały | Finał  | Finał   | Pozycja | Źródło |
| Zawodnik       | Konkurencja  | P 1        | M.         | P 2        | M.         | Razem      | M.         | Czas      | Miejsce   | Czas   | Miejsce | Pozycja | Źródło |
| -------------- | ------------ | ---------- | ---------- | ---------- | ---------- | ---------- | ---------- | --------- | --------- | ------ | ------- | ------- | ------ |
| Lucien Delfour | K-1 mężczyzn | 94,30      | 13.        | 138,72     | 21.        | 94,30      | 17.        | NQ        | NQ        | NQ     | NQ      | NQ      | [ 24 ] |
| Ian Borrows    | C-1 mężczyzn | 97,40      | 5.         | 151,77     | 11.        | 97,40      | 9.         | 101,32    | 11.       | NQ     | NQ      | NQ      | [ 24 ] |
| Jessica Fox    | K-1 kobiet   | 107,88     | 8.         | 99,51      | 2.         | 99,51      | 2.         | 104,50    | 5.        | 102,49 | 2.      | brąz    | [ 24 ] |

### Kolarstwo

#### Kolarstwo szosowe
| Zawodnik       | Konkurencja                    | Czas    | Pozycja | Źródło |
| -------------- | ------------------------------ | ------- | ------- | ------ |
| Simon Clarke   | wyścig ze startu wspólnego (m) | 6:16:17 | 25.     | [ 25 ] |
| Scott Bowden   | wyścig ze startu wspólnego (m) | DNF     | DNF     | [ 25 ] |
| Richie Porte   | wyścig ze startu wspólnego (m) | DNF     | DNF     | [ 25 ] |
| Rohan Dennis   | wyścig ze startu wspólnego (m) | DNF     | DNF     | [ 25 ] |
| Rohan Dennis   | jazda indywidualna na czas (m) | 1:13:25 | 5.      | [ 25 ] |
| Amanda Spratt  | wyścig ze startu wspólnego (k) | 3:55:36 | 15.     | [ 26 ] |
| Rachel Neylan  | wyścig ze startu wspólnego (k) | 3:56:34 | 22.     | [ 26 ] |
| Gracie Elvin   | wyścig ze startu wspólnego (k) | 4:03:01 | 49.     | [ 26 ] |
| Katrin Garfoot | wyścig ze startu wspólnego (k) | DNF     | DNF     | [ 26 ] |
| Katrin Garfoot | jazda indywidualna na czas (k) | 45:35   | 9.      | [ 26 ] |

#### Kolarstwo torowe
Sprint
| Zawodnik                                       | Konkurencja       | Kwalifikacje  | Kwalifikacje    | Runda 1            | Repasaże                         | Runda 2         | Repasaże             | Ćwierćfinały              | Półfinały              | Finał            | Finał   | Źródło |
| Zawodnik                                       | Konkurencja       | Czas Prędkość | Przeciwnik Czas | Pozycja            | Przeciwnik Czas                  | Przeciwnik Czas | Przeciwnik Czas      | Przeciwnik Czas           | Przeciwnik Czas        | Przeciwnik Czas  | Pozycja | Źródło |
| ---------------------------------------------- | ----------------- | ------------- | --------------- | ------------------ | -------------------------------- | --------------- | -------------------- | ------------------------- | ---------------------- | ---------------- | ------- | ------ |
| Matthew Glaetzer                               | indywidualnie (m) | 9,704 74,196  | 3.              | Puerta 10,299      | N/A                              | Levy 10,166     | N/A                  | Eilers 10,456             | Skinner                | Dmitrijew        | 4.      | [ 27 ] |
| Patrick Constable                              | indywidualnie (m) | 10,010 71,928 | 17.             | Skinner 10,325     | Zieliński Kelemen 10,363         | Skinner 10,380  | Levy Hoogland 10,456 | Kenny 10,535              | Eilers Xu Baugé 10,740 | NQ               | 8.      | [ 27 ] |
| Stephanie Morton                               | indywidualnie (k) | 10,875 66,206 | 8.              | Wojnowa 10,600     | Cueff Gong 11,684                | NQ              | NQ                   | NQ                        | NQ                     | NQ               | NQ      | [ 29 ] |
| Anna Meares                                    | indywidualnie (k) | 10,974 65,771 | 9.              | Krupeckaitė 11,716 | Olga Panarina van Riessen 11,716 | Lee 11,632      | Zhong Welte 11,696   | Hansen Welte Cueff 11,863 | NQ                     | NQ               | 10.     | [ 29 ] |
| Nathan Hart Matthew Glaetzer Patrick Constable | drużynowo (m)     | 43,158        | 3.              | N/A                | N/A                              | N/A             | N/A                  | N/A                       | Holandia · 43,166      | Francja · 43,298 | 4.      | [ 27 ] |
| Anna Meares Stephanie Morton                   | drużynowo (k)     | 32,881        | 4.              | N/A                | N/A                              | N/A             | N/A                  | N/A                       | Holandia · 32,636      | Niemcy · 32,658  | 4.      | [ 29 ] |

Keirin
| Zawodnik          | Konkurencja | Runda 1 | Repesaż | Runda 2 | Finał   | Źródło |
| Zawodnik          | Konkurencja | Pozycja | Pozycja | Pozycja | Pozycja | Źródło |
| ----------------- | ----------- | ------- | ------- | ------- | ------- | ------ |
| Matthew Glaetzer  | mężczyźni   | 2.      | N/A     | 4.      | 10.     | [ 27 ] |
| Patrick Constable | mężczyźni   | 5.      | 5.      | NQ      | NQ      | [ 27 ] |
| Anna Meares       | kobiety     | 3.      | N/A     | 1.      | brąz    | [ 29 ] |
| Stephanie Morton  | kobiety     | 5.      | 2.      | NQ      | NQ      | [ 29 ] |

Omnium
| Zawodnik          | Konkurencja | Scratch | Scratch | Wyścig na dochodzenie | Wyścig na dochodzenie | Wyścig na dochodzenie | Wyścig eliminacyjny | Wyścig eliminacyjny | Wyścig na 500 m | Wyścig na 500 m | Wyścig na 500 m | Okrążenie start lotny | Okrążenie start lotny | Okrążenie start lotny | Wyścig punktowy | Wyścig punktowy | Suma punktów | Pozycja | Źródło |
| Zawodnik          | Konkurencja | Pozycja | Punkty  | Czas                  | Pozycja               | Punkty                | Pozycja             | Punkty              | Czas            | Pozycja         | Punkty          | Czas                  | Pozycja               | Punkty                | Punkty          | Pozycja         | Suma punktów | Pozycja | Źródło |
| ----------------- | ----------- | ------- | ------- | --------------------- | --------------------- | --------------------- | ------------------- | ------------------- | --------------- | --------------- | --------------- | --------------------- | --------------------- | --------------------- | --------------- | --------------- | ------------ | ------- | ------ |
| Glenn O’Shea      | mężczyźni   | 4.      | 34      | 4:28,350              | 11.                   | 20                    | 10.                 | 22                  | 1:02,332        | 2.              | 38              | 13,053                | 6.                    | 30                    | 0               | 14.             | 144          | 7.      | [ 27 ] |
| Annette Edmondson | kobiety     | 6.      | 30      | 3:33,818              | 7.                    | 28                    | 5.                  | 32                  | 34,938          | 1.              | 40              | 13,878                | 2.                    | 38                    | 0               | 16.             | 168          | 8.      | [ 29 ] |

Wyścig na dochodzenie drużynowy
| Zawodnik                                                       | Konkurencja | Kwalifikacje | Kwalifikacje | Pierwsza runda               | Pierwsza runda | Finał                      | Finał  | Źródło |
| Zawodnik                                                       | Konkurencja | Czas         | M.           | Przeciwnik Wynik             | M.             | Przeciwnik Wynik           | M.     | Źródło |
| -------------------------------------------------------------- | ----------- | ------------ | ------------ | ---------------------------- | -------------- | -------------------------- | ------ | ------ |
| Alexander Edmondson Jack Bobridge Michael Hepburn Sam Welsford | mężczyźni   | 3:55,606     | 3.           | Dania · 3:53,429             | 2.             | Wielka Brytania · 3:51,008 | srebro | [ 27 ] |
| Georgia Baker Annette Edmondson Amy Cure Melissa Hoskins       | kobiety     | 4:19,059     | 3.           | Stany Zjednoczone · 4:20,262 | 5.             | Włochy · 4:21,253          | 5.     | [ 29 ] |

#### Kolarstwo górskie
| Zawodnik          | Konkurencja       | Czas    | Pozycja | Źródło |
| ----------------- | ----------------- | ------- | ------- | ------ |
| Daniel McConnell  | cross-country (m) | 1:38:42 | 16.     | [ 32 ] |
| Scott Bowden      | cross-country (m) | + 1 okr | 36.     | [ 32 ] |
| Rebecca Henderson | cross-country (K) | + 2 okr | 25.     | [ 32 ] |

#### Kolarstwo BMX
| Zawodniczka       | Konkurencja | Eliminacje | Eliminacje | Ćwierćfinał | Ćwierćfinał | Półfinał | Półfinał | Finał  | Finał   | Źródło |
| Zawodniczka       | Konkurencja | Wynik      | Miejsce    | Wynik       | Miejsce     | Wynik    | Miejsce  | Wynik  | Miejsce | Źródło |
| ----------------- | ----------- | ---------- | ---------- | ----------- | ----------- | -------- | -------- | ------ | ------- | ------ |
| Sam Willoughby    | mężczyźni   | 34,714     | 3.         | 3           | 1.          | 3        | 1.       | 36,325 | 6.      | [ 33 ] |
| Bodi Turner       | mężczyźni   | 35,333     | 13.        | 18          | 20.         | NQ       | NQ       | NQ     | NQ      | [ 33 ] |
| Anthony Dean      | mężczyźni   | 35,445     | 20.        | 4           | 2.          | 3        | 1.       | DNF    | 8.      | [ 33 ] |
| Caroline Buchanan | kobiety     | 34,752     | 2.         | N/A         | N/A         | 13       | 9.       | NQ     | NQ      | [ 34 ] |
| Lauren Reynolds   | kobiety     | 35,666     | 10.        | N/A         | N/A         | 17.      | 10.      | NQ     | NQ      | [ 34 ] |

### Koszykówka
Turniej kobiet
- Reprezentacja kobiet

| - Tessa Lavey - Leilani Mitchell - Stephanie Talbot - Penny Taylor-Gil - Elizabeth Cambage - Natalie Burton |  | - Rachel Jarry - Laura Hodges - Katie-Rae Ebzery - Erin Phillips - Marianna Tolo - Cayla George |

| Drużyna   | Konkurencja | Faza grupowa     | Faza grupowa     | Faza grupowa     | Faza grupowa     | Faza grupowa     | Faza grupowa | Ćwierćfinały     | Półfinały        | Finał / 3. miejsce | Pozycja | Źródło |
| Drużyna   | Konkurencja | Przeciwnik Wynik | Przeciwnik Wynik | Przeciwnik Wynik | Przeciwnik Wynik | Przeciwnik Wynik | Pozycja      | Przeciwnik Wynik | Przeciwnik Wynik | Przeciwnik Wynik   | Pozycja | Źródło |
| --------- | ----------- | ---------------- | ---------------- | ---------------- | ---------------- | ---------------- | ------------ | ---------------- | ---------------- | ------------------ | ------- | ------ |
| Australia | kobiety     | Brazylia 84-66   | Turcja 61-56     | Francja 89-71    | Japonia 92-86    | Białoruś 74-66   | 1.           | Serbia 71-73     | NQ               | NQ                 | NQ      | [ 35 ] |

Turniej mężczyzn
- Reprezentacja mężczyzn

| - Chris Goulding - Patrick Mills - Andrew Bogut - Joe Ingles - Matthew Dellavedova - Ryan Broekhoff |  | - Cameron Bairstow - Kevin Lisch - Aron Baynes - David Andersen - Brock Motum - Damian Martin |

| Drużyna   | Konkurencja | Faza grupowa     | Faza grupowa     | Faza grupowa            | Faza grupowa     | Faza grupowa     | Faza grupowa | Ćwierćfinały     | Półfinały        | Finał / 3. miejsce | Pozycja | Źródło |
| Drużyna   | Konkurencja | Przeciwnik Wynik | Przeciwnik Wynik | Przeciwnik Wynik        | Przeciwnik Wynik | Przeciwnik Wynik | Pozycja      | Przeciwnik Wynik | Przeciwnik Wynik | Przeciwnik Wynik   | Pozycja | Źródło |
| --------- | ----------- | ---------------- | ---------------- | ----------------------- | ---------------- | ---------------- | ------------ | ---------------- | ---------------- | ------------------ | ------- | ------ |
| Australia | mężczyźni   | Francja 87-66    | Serbia 95-80     | Stany Zjednoczone 88-98 | Chiny 93-38      | Wenezuela 81-56  | 2.           | Litwa 90-64      | Serbia 61-87     | Hiszpania 88-89    | 4.      | [ 36 ] |

### Lekkoatletyka
Mężczyźni
Konkurencje biegowe
| Zawodnik             | Konkurencja   | Eliminacje | Eliminacje | Półfinał | Półfinał | Finał    | Finał   | Źródło               |
| Zawodnik             | Konkurencja   | Wynik      | Miejsce    | Wynik    | Miejsce  | Wynik    | Miejsce | Źródło               |
| -------------------- | ------------- | ---------- | ---------- | -------- | -------- | -------- | ------- | -------------------- |
| Alex Hartmann        | 200 m         | 21,02      | 67.        | NQ       | NQ       | NQ       | NQ      | [ 37 ] [ 38 ] [ 39 ] |
| Luke Mathews         | 800 m         | 1:50,17    | 46.        | NQ       | NQ       | NQ       | NQ      | [ 40 ]               |
| Jeff Riseley         | 800 m         | 1:46,93    | 21.        | NQ       | NQ       | NQ       | NQ      | [ 40 ]               |
| Peter Bol            | 800 m         | 1:49,36    | 41.        | NQ       | NQ       | NQ       | NQ      | [ 40 ]               |
| Luke Mathews         | 1500 m        | 3:44,51    | 23.        | NQ       | NQ       | NQ       | NQ      | [ 41 ] [ 42 ] [ 43 ] |
| Ryan Gregson         | 1500 m        | 3:39,13    | 11.        | 3:40,02  | 8.       | 3:51,39  | 9.      | [ 41 ] [ 42 ] [ 43 ] |
| Sam McEntee          | 5000 m        | 13:50,55   | 35.        | N/A      | N/A      | NQ       | NQ      | [ 44 ] [ 45 ]        |
| Patrick Tiernan      | 5000 m        | 13:28,48   | 20.        | N/A      | N/A      | NQ       | NQ      | [ 44 ] [ 45 ]        |
| Brett Robinson       | 5000 m        | 13:22,81   | 9.         | N/A      | N/A      | 13:32,30 | 14.     | [ 44 ] [ 45 ]        |
| David McNeill        | 10 000 m      | N/A        | N/A        | N/A      | N/A      | 27:51,71 | 16.     | [ 46 ]               |
| Ben St Lawrence      | 10 000 m      | N/A        | N/A        | N/A      | N/A      | 28:46,32 | 28.     | [ 46 ]               |
| Liam Adams           | maraton       | N/A        | N/A        | N/A      | N/A      | 2:16:12  | 31.     | [ 47 ]               |
| Michael Shelley      | maraton       | N/A        | N/A        | N/A      | N/A      | 2:18:06  | 47.     | [ 47 ]               |
| Scott Westcott       | maraton       | N/A        | N/A        | N/A      | N/A      | 2:22:19  | 81.     | [ 47 ]               |
| Dane Alex Bird-Smith | chód na 20 km | N/A        | N/A        | N/A      | N/A      | 1:19:37  | brąz    | [ 48 ]               |
| Rhydian Cowley       | chód na 20 km | N/A        | N/A        | N/A      | N/A      | 1:23:30  | 33.     | [ 48 ]               |
| Jared Tallent        | chód na 50 km | N/A        | N/A        | N/A      | N/A      | 3:41:16  | srebro  | [ 49 ]               |
| Chris Erickson       | chód na 50 km | N/A        | N/A        | N/A      | N/A      | 3:48:40  | 10.     | [ 49 ]               |
| Brendon Reading      | chód na 50 km | N/A        | N/A        | N/A      | N/A      | 4:13:02  | 40.     | [ 49 ]               |

Konkurencje techniczne
| Zawodnik          | Konkurencja    | Kwalifikacje | Kwalifikacje | Finał | Finał   | Źródło        |
| Zawodnik          | Konkurencja    | Wynik        | Miejsce      | Wynik | Miejsce | Źródło        |
| ----------------- | -------------- | ------------ | ------------ | ----- | ------- | ------------- |
| Brandon Starc     | skok wzwyż     | 2,29         | 10.          | 2,20  | 15.     | [ 50 ] [ 51 ] |
| Joel Baden        | skok wzwyż     | 2,17         | 41.          | NQ    | NQ      | [ 50 ] [ 51 ] |
| Kurtis Marschall  | skok o tyczce  | 5,60         | 15.          | NQ    | NQ      | [ 52 ]        |
| Henry Frayne      | skok w dal     | 8,01         | 6.           | 8,06  | 7.      | [ 53 ] [ 54 ] |
| Fabrice Lapierre  | skok w dal     | 7,96         | 8.           | 7,87  | 10.     |               |
| Damien Birkinhead | pchnięcie kulą | 20,50        | 9.           | 20,45 | 10.     | [ 55 ] [ 56 ] |
| Matt Denny        | rzut dyskiem   | 61,16        | 19.          | NQ    | NQ      | [ 57 ]        |
| Benn Harradine    | rzut dyskiem   | 60,85        | 20.          | NQ    | NQ      | [ 57 ]        |
| Joshua Robinson   | rzut oszczepem | 80,84        | 13.          | NQ    | NQ      | [ 58 ]        |
| Hamish Peacock    | rzut oszczepem | 77,91        | 25.          | NQ    | NQ      | [ 58 ]        |

Dziesięciobój
| Zawodnik      | Konkurencja | 100 m | LJ   | SP    | HJ   | 400 m | 110H  | DT    | PV   | JT    | 1500 m  | Razem | Pozycja | Źródło |
| ------------- | ----------- | ----- | ---- | ----- | ---- | ----- | ----- | ----- | ---- | ----- | ------- | ----- | ------- | ------ |
| Cedric Dubler | Rezultat    | 10,86 | 7,47 | 11,49 | 2,13 | 48,18 | 14,30 | 38,89 | 4,90 | 51,82 | 4:32,12 | 8024  | 14.     | [ 59 ] |
| Cedric Dubler | Punkty      | 892   | 927  | 575   | 925  | 900   | 936   | 642   | 880  | 616   | 731     | 8024  | 14.     | [ 59 ] |

Kobiety
Konkurencje biegowe
| Zawodnik                                                               | Konkurencja           | Eliminacje | Eliminacje | Ćwierćfinał | Ćwierćfinał | Półfinał | Półfinał | Finał    | Finał   | Źródło        |
| Zawodnik                                                               | Konkurencja           | Wynik      | Miejsce    | Wynik       | Miejsce     | Wynik    | Miejsce  | Wynik    | Miejsce | Źródło        |
| ---------------------------------------------------------------------- | --------------------- | ---------- | ---------- | ----------- | ----------- | -------- | -------- | -------- | ------- | ------------- |
| Melissa Breen                                                          | 100 m                 | N/A        | N/A        | 11,74       | 56.         | NQ       | NQ       | NQ       | NQ      | [ 60 ] [ 61 ] |
| Ella Nelson                                                            | 200 m                 | 22,66      | 11.        | N/A         | N/A         | 22,50    | 9.       | NQ       | NQ      | [ 62 ] [ 63 ] |
| Anneliese Rubie                                                        | 400 m                 | 51,92      | 23.        | N/A         | N/A         | 51,96    | 20.      | NQ       | NQ      | [ 64 ] [ 65 ] |
| Morgan Mitchell                                                        | 400 m                 | 51,30      | 8.         | N/A         | N/A         | 52,68    | 24.      | NQ       | NQ      | [ 64 ] [ 65 ] |
| Selma Kajan                                                            | 800 m                 | 2:05,20    | 53.        | N/A         | N/A         | NQ       | NQ       | NQ       | NQ      | [ 66 ]        |
| Linden Hall                                                            | 1500 m                | 4:11,75    | 27.        | N/A         | N/A         | 4:05,81  | 12.      | NQ       | NQ      | [ 67 ] [ 68 ] |
| Jenny Blundell                                                         | 1500 m                | 4:09,05    | 17.        | N/A         | N/A         | 4:13,25  | 23.      | NQ       | NQ      | [ 67 ] [ 68 ] |
| Zoe Buckman                                                            | 1500 m                | 4:06,93    | 9.         | N/A         | N/A         | 4:06,95  | 15.      | NQ       | NQ      | [ 67 ] [ 68 ] |
| Madeline Hills                                                         | 5000 m                | 15:21,33   | 13.        | N/A         | N/A         | N/A      | N/A      | 15:04,05 | 10.     | [ 69 ] [ 70 ] |
| Eloise Wellings                                                        | 5000 m                | 15:19,02   | 6.         | N/A         | N/A         | N/A      | N/A      | 15:01,59 | 9.      | [ 69 ] [ 70 ] |
| Genevieve LaCaze                                                       | 5000 m                | 15:20,45   | 12.        | N/A         | N/A         | N/A      | N/A      | 15:10,35 | 12.     | [ 69 ] [ 70 ] |
| Eloise Wellings                                                        | 10 000 m              | N/A        | N/A        | N/A         | N/A         | N/A      | N/A      | 31:14,94 | 10.     | [ 71 ]        |
| Michelle Jenneke                                                       | 100 m przez płotki    | 13,26      | 37.        | N/A         | N/A         | NQ       | NQ       | NQ       | NQ      | [ 72 ] [ 73 ] |
| Lauren Wells                                                           | 400 m przez płotki    | 56,26      | 20.        | N/A         | N/A         | 56,83    | 21.      | NQ       | NQ      | [ 74 ] [ 75 ] |
| Madeline Hills                                                         | 3000 m z przeszkodami | 9:24,16    | 9.         | A/A         | A/A         | A/A      | A/A      | 9:20,38  | 7.      | [ 76 ] [ 77 ] |
| Genevieve LaCaze                                                       | 3000 m z przeszkodami | 9:26,25    | 11.        | A/A         | A/A         | A/A      | A/A      | 9:21,21  | 9.      | [ 76 ] [ 77 ] |
| Victoria Mitchell                                                      | 3000 m z przeszkodami | 9:39,40    | 29.        | A/A         | A/A         | A/A      | A/A      | NQ       | NQ      | [ 76 ] [ 77 ] |
| Milly Clark                                                            | maraton               | N/A        | N/A        | N/A         | N/A         | N/A      | N/A      | 2:30:53  | 18.     | [ 78 ]        |
| Jessica Trengove                                                       | maraton               | N/A        | N/A        | N/A         | N/A         | N/A      | N/A      | 2:31:44  | 22.     | [ 78 ]        |
| Lisa Jane Weightman                                                    | maraton               | N/A        | N/A        | N/A         | N/A         | N/A      | N/A      | 2:34:41  | 31.     | [ 78 ]        |
| Jessica Thornton Anneliese Rubie Caitlin Sargent-Jones Morgan Mitchell | sztafeta 4 × 400 m    | 3:25,71    | 8.         | N/A         | N/A         | N/A      | N/A      | 3:27,45  | 8.      | [ 79 ] [ 80 ] |
| Regan Lamble                                                           | chód 20 km            | N/A        | N/A        | N/A         | N/A         | N/A      | N/A      | 1:30:28  | 9.      | [ 81 ]        |
| Tanya Holliday                                                         | chód 20 km            | N/A        | N/A        | N/A         | N/A         | N/A      | N/A      | 1:34:22  | 26.     | [ 81 ]        |
| Rachel Tallent                                                         | chód 20 km            | N/A        | N/A        | N/A         | N/A         | N/A      | N/A      | 1:37:08  | 40.     | [ 81 ]        |

Konkurencje techniczne
| Zawodniczka        | Konkurencja    | Kwalifikacje | Kwalifikacje | Finał | Finał   | Źródło        |
| Zawodniczka        | Konkurencja    | Wynik        | Miejsce      | Wynik | Miejsce | Źródło        |
| ------------------ | -------------- | ------------ | ------------ | ----- | ------- | ------------- |
| Eleanor Patterson  | skok wzwyż     | 1,89         | 22.          | NQ    | NQ      | [ 82 ]        |
| Alana Boyd         | skok o tyczce  | 4,55         | 5.           | 4,80  | 4.      | [ 83 ] [ 84 ] |
| Brooke Stratton    | skok w dal     | 6,56         | 9.           | 6,74  | 7.      | [ 85 ] [ 86 ] |
| Chelsea Jaensch    | skok w dal     | 6,41         | 17.          | NQ    | NQ      | [ 85 ] [ 86 ] |
| Dani Samuels       | rzut dyskiem   | 64,46        | 4.           | 64,90 | 4.      | [ 87 ] [ 88 ] |
| Kathryn Mitchell   | rzut oszczepem | 61,63        | 12.          | 64,60 | 6.      | [ 89 ] [ 90 ] |
| Kimberley Mickle   | rzut oszczepem | 57,20        | 22.          | NQ    | NQ      | [ 89 ] [ 90 ] |
| Kelsey-Lee Roberts | rzut oszczepem | 55,25        | 28.          | NQ    | NQ      | [ 89 ] [ 90 ] |

### Łucznictwo
| Zawodnik                           | Konkurencja       | Runda rankingowa | Runda rankingowa | 1/32             | 1/16             | 1/8              | Ćwierćfinały     | Półfinały                | Finał            | Finał   | Źródło |
| Zawodnik                           | Konkurencja       | Wynik            | Miejsce          | Przeciwnik Wynik | Przeciwnik Wynik | Przeciwnik Wynik | Przeciwnik Wynik | Przeciwnik Wynik         | Przeciwnik Wynik | Pozycja | Źródło |
| ---------------------------------- | ----------------- | ---------------- | ---------------- | ---------------- | ---------------- | ---------------- | ---------------- | ------------------------ | ---------------- | ------- | ------ |
| Alec Potts                         | indywidualnie (m) | 666              | 20.              | Oliveira P 3-6   | NQ               | NQ               | NQ               | NQ                       | NQ               | 33.     | [ 91 ] |
| Taylor Worth                       | indywidualnie (m) | 674              | 14.              | El-Nemr W 6-0    | Malavé W 6-4     | Fernández W 7-3  | Ku B-c P 5-6     | NQ                       | NQ               | 5.      | [ 91 ] |
| Ryan Tyack                         | indywidualnie (m) | 665              | 23.              | Ramaekers P 2-6  | NQ               | NQ               | NQ               | NQ                       | NQ               | 33.     | [ 91 ] |
| Alec Potts Ryan Tyack Taylor Worth | drużynowo (m)     | 2005             | 4.               | N/A              | N/A              | BYE              | Francja · W 5-3  | Korea Południowa · P 0-6 | Chiny · W 6-2    | brąz    | [ 91 ] |
| Alice Ingley                       | indywidualnie (k) | 593              | 58.              | Boari W 7-1      | dos Santos P 0-6 | NQ               | NQ               | NQ                       | NQ               | 17.     | [ 92 ] |

### Pięciobój nowoczesny
| Zawodnik       | Konkurencja | Szermierka      | Szermierka | Szermierka | Pływanie | Pływanie | Pływanie | Jazda konna | Jazda konna | Jazda konna | Kombinacja: strzelanie/bieg przełajowy | Kombinacja: strzelanie/bieg przełajowy | Kombinacja: strzelanie/bieg przełajowy | Suma punktów | Pozycja | Źródło |
| Zawodnik       | Konkurencja | Wynik (wygrane) | M.         | Punkty     | Czas     | M.       | Punkty   | Kary        | M.          | Punkty      | Czas                                   | M.                                     | Punkty                                 | Suma punktów | Pozycja | Źródło |
| -------------- | ----------- | --------------- | ---------- | ---------- | -------- | -------- | -------- | ----------- | ----------- | ----------- | -------------------------------------- | -------------------------------------- | -------------------------------------- | ------------ | ------- | ------ |
| Chloe Esposito | kobiety     | 19              | 13.        | 215        | 2:12,38  | 7.       | 303      | 16          | 19.         | 284         | 12:10,19                               | 2.                                     | 570                                    | 1372         | złoto   | [ 93 ] |
| Max Esposito   | mężczyźni   | 14              | 29.        | 185        | 1:59,71  | 4.       | 341      | 0           | 3.          | 300         | 11:04,99                               | 4.                                     | 636                                    | 1462         | 7.      | [ 94 ] |

### Piłka nożna
Turniej kobiet
- Reprezentacja kobiet

| - Lydia Williams - Larissa Crummer - Katrina Gorry - Clare Polkinghorne - Laura Alleway - Chloe Logarzo - Steph Catley - Elise Kellond-Knight - Caitlin Foord |  | - Emily van Egmond - Lisa De Vanna - Ellie Carpenter - Tameka Butt - Alanna Kennedy - Sam Kerr - Michelle Heyman - Kyah Simon - Mackenzie Arnold |

| Drużyna   | Konkurencja    | Faza grupowa     | Faza grupowa     | Faza grupowa     | Faza grupowa | Ćwierćfinały                   | Półfinały        | Finał mecz o 3. miejsce | Pozycja | Źródło |
| Drużyna   | Konkurencja    | Przeciwnik Wynik | Przeciwnik Wynik | Przeciwnik Wynik | Pozycja      | Przeciwnik Wynik               | Przeciwnik Wynik | Przeciwnik Wynik        | Pozycja | Źródło |
| --------- | -------------- | ---------------- | ---------------- | ---------------- | ------------ | ------------------------------ | ---------------- | ----------------------- | ------- | ------ |
| Australia | turniej kobiet | Kanada 0:2       | Niemcy 2:2       | Zimbabwe 6:1     | 3.           | Brazylia 0:0 (6:7) rzuty karne | NQ               | NQ                      | 7.      | [ 95 ] |

### Piłka wodna
Turniej kobiet
- Reprezentacja kobiet

| - Lea Yanitsas - Gemma Beadsworth - Hannah Buckling - Holly Lincoln-Smith - Keesja Gofers - Bronwen Knox - Rowena Webster |  | - Glencora Ralph - Zoe Arancini - Ashleigh Southern - Isobel Bishop - Nicola Zagame - Kelsey Wakefield |

| Drużyna   | Konkurencja    | Faza grupowa     | Faza grupowa     | Faza grupowa     | Faza grupowa | Ćwierćfinały              | Półfinały        | Finał mecz o 3. miejsce | Pozycja | Źródło |
| Drużyna   | Konkurencja    | Przeciwnik Wynik | Przeciwnik Wynik | Przeciwnik Wynik | Pozycja      | Przeciwnik Wynik          | Przeciwnik Wynik | Przeciwnik Wynik        | Pozycja | Źródło |
| --------- | -------------- | ---------------- | ---------------- | ---------------- | ------------ | ------------------------- | ---------------- | ----------------------- | ------- | ------ |
| Australia | turniej kobiet | Rosja 14:4       | Włochy 7:8       | Brazylia 10:3    | 2.           | Węgry 8:8 3:5 rzuty karne | Brazylia 11:4    | Hiszpania 10:12         | 6.      | [ 98 ] |

Turniej mężczyzn
- Reprezentacja mężczyzn

| - Joel Dennerley - Richie Campbell - George Ford - Johnno Cotterill - Tyler Martin - Jarrod Gilchrist - Aidan Roach |  | - Aaron Younger - Joel Swift - Joe Kayes - Rhys Howden - Mitchell Emery - James Stanton |

| Drużyna   | Konkurencja      | Faza grupowa     | Faza grupowa     | Faza grupowa     | Faza grupowa     | Faza grupowa     | Faza grupowa | Ćwierćfinały     | Półfinały        | Finał mecz o 3. miejsce | Pozycja | Źródło |
| Drużyna   | Konkurencja      | Przeciwnik Wynik | Przeciwnik Wynik | Przeciwnik Wynik | Przeciwnik Wynik | Przeciwnik Wynik | Pozycja      | Przeciwnik Wynik | Przeciwnik Wynik | Przeciwnik Wynik        | Pozycja | Źródło |
| --------- | ---------------- | ---------------- | ---------------- | ---------------- | ---------------- | ---------------- | ------------ | ---------------- | ---------------- | ----------------------- | ------- | ------ |
| Australia | turniej mężczyzn | Brazylia 7:8     | Węgry 9:9        | Japonia 8:6      | Serbia 8:10      | Grecja 12:7      | 5.           | NQ               | NQ               | NQ                      | 9.      | [ 99 ] |

### Pływanie
Mężczyźni
| Zawodnik                                                                  | Konkurencja       | Eliminacje | Eliminacje | Półfinał | Półfinał | Finał     | Finał   | Źródło  |
| Zawodnik                                                                  | Konkurencja       | Czas       | Miejsce    | Czas     | Miejsce  | Czas      | Miejsce | Źródło  |
| ------------------------------------------------------------------------- | ----------------- | ---------- | ---------- | -------- | -------- | --------- | ------- | ------- |
| Cameron McEvoy                                                            | 50 m dowolnym     | 21,80      | 5.         | 21,89    | 11.      | NQ        | [ 100 ] |         |
| Matthew Abood                                                             | 50 m dowolnym     | 22,47      | 33.        | NQ       | NQ       | NQ        | NQ      |         |
| Kyle Chalmers                                                             | 100 m dowolnym    | 47,90 WJ   | 1.         | 47,88 WJ | 2.       | 47,58 WJ  | złoto   | [ 101 ] |
| Cameron McEvoy                                                            | 100 m dowolnym    | 48,12      | 4.         | 47,93    | 3.       | 48,12     | 7.      | [ 101 ] |
| Thomas Fraser-Holmes                                                      | 200 m dowolnym    | 1:46,49    | 9.         | 1:46,24  | 9.       | NQ        | NQ      | [ 102 ] |
| David McKeon                                                              | 200 m dowolnym    | 1:48,38    | 30.        | NQ       | NQ       | NQ        | NQ      | [ 102 ] |
| Mack Horton                                                               | 400 m dowolnym    | 3:43,84    | 2.         | N/A      | N/A      | 3:41,55   | złoto   | [ 103 ] |
| David McKeon                                                              | 400 m dowolnym    | 3:44,68    | 7.         | N/A      | N/A      | 3:45,28   | 7.      | [ 103 ] |
| Mack Horton                                                               | 1500 m dowolnym   | 14:48,57   | 4.         | N/A      | N/A      | 14:49,54  | 5.      | [ 104 ] |
| Jack McLoughlin                                                           | 1500 m dowolnym   | 14:56,02   | 9.         | N/A      | N/A      | NQ        | NQ      | [ 104 ] |
| Mitch Larkin                                                              | 100 m grzbietowym | 53,04      | 3.         | 52,70    | 3.       | 52,43     | 4.      | [ 105 ] |
| Josh Beaver                                                               | 100 m grzbietowym | 53,47      | 7.         | 53,95    | 13.      | NQ        | NQ      | [ 105 ] |
| Mitch Larkin                                                              | 200 m grzbietowym | 1:56,01    | 3.         | 1:54,73  | 2.       | 1:53,96   | srebro  | [ 106 ] |
| Josh Beaver                                                               | 200 m grzbietowym | 1:56,65    | 10.        | 1:56,57  | 10.      | NQ        | NQ      | [ 106 ] |
| Jake Packard                                                              | 100 m klasycznym  | 59,26      | 6.         | 59,48    | 9.       | NQ        | NQ      | [ 107 ] |
| Joshua Palmer                                                             | 100 m klasycznym  | 1:01,13    | 30.        | NQ       | NQ       | NQ        | NQ      | [ 107 ] |
| David Morgan                                                              | 100 m motylkowym  | 51,81      | 10.        | 51,57    | 9.       | NQ        | NQ      | [ 108 ] |
| Grant Irvine                                                              | 100 m motylkowym  | 51,84      | 12.        | 51,87    | 13.      | NQ        | NQ      | [ 108 ] |
| David Morgan                                                              | 200 m motylkowym  | 1:56,81    | 19.        | NQ       | NQ       | NQ        | NQ      | [ 109 ] |
| Grant Irvine                                                              | 200 m motylkowym  | 1:55,64    | 4.         | 1:56,07  | 9.       | NQ        | NQ      | [ 109 ] |
| Travis Mahoney                                                            | 200 m zmiennym    | 2:0018     | 20.        | NQ       | NQ       | NQ        | NQ      | [ 110 ] |
| Thomas Fraser-Holmes                                                      | 200 m zmiennym    | DNS        | DNS        | NQ       | NQ       | NQ        | NQ      | [ 110 ] |
| Travis Mahoney                                                            | 400 m zmiennym    | 4:13,37    | 7.         | N/A      | N/A      | 4:15,48   | 7.      | [ 111 ] |
| Thomas Fraser-Holmes                                                      | 400 m zmiennym    | 4:12,51    | 6.         | N/A      | N/A      | 4:11,90   | 6.      | [ 111 ] |
| Jarrod Poort                                                              | 10 km             | NQ         | NQ         | NQ       | NQ       | 1:53:40,7 | 21.     | [ 112 ] |
| James Magnussen Kyle Chalmers James Roberts Matthew Abood Cameron McEvoy  | 4 × 100m dowolnym | 3:12,65    | 3.         | N/A      | N/A      | 3:11,37   | brąz    | [ 114 ] |
| Daniel Smith Mack Horton Jacob Hansford Thomas Fraser-Holmes David McKeon | 4 × 200m dowolnym | 7:07,98    | 6.         | N/A      | N/A      | 7:004,18  | 4.      | [ 115 ] |
| Mitch Larkin Jake Packard David Morgan Cameron McEvoy Kyle Chalmers       | 4 × 100m zmiennym | 3:32,57    | 4.         | N/A      | N/A      | 3:29,93   | brąz    | [ 116 ] |

Kobiety
| Zawodniczka                                                                                           | Konkurencja           | Eliminacje | Eliminacje | Półfinał | Półfinał | Finał     | Finał   | Źródło  |
| Zawodniczka                                                                                           | Konkurencja           | Czas       | Miejsce    | Czas     | Miejsce  | Czas      | Miejsce | Źródło  |
| --- | --------------------- | ---------- | ---------- | -------- | -------- | --------- | ------- | ------- |
| Bronte Campbell                                                                                       | 50m dowolnym          | 24,45      | 4.         | 24,43    | 5.       | 24,42     | 7.      | [ 117 ] |
| Cate Campbell                                                                                         | 50m dowolnym          | 24,52      | 7.         | 24,32    | 2.       | 24,15     | 5.      | [ 117 ] |
| Bronte Campbell                                                                                       | 100 m dowolnym        | 53,71      | 8.         | 53,29    | 4.       | 53,04     | 4.      | [ 118 ] |
| Cate Campbell                                                                                         | 100 m dowolnym        | 52,78      | 1.         | 52,71    | 2.       | 53,24     | 6.      | [ 118 ] |
| Emma McKeon                                                                                           | 200 m dowolnym        | 1:55,80    | 2.         | 1:56,29  | 6.       | 1:54,92   | brąz    | [ 119 ] |
| Bronte Barratt                                                                                        | 200 m dowolnym        | 1:56,93    | 10.        | 1:56,63  | 8.       | 1:55,25   | 5.      | [ 119 ] |
| Jessica Ashwood                                                                                       | 400 m dowolnym        | 4:03,58    | 6.         | N/A      | N/A      | 4:05,68   | 7.      | [ 120 ] |
| Tamsin Cook                                                                                           | 400 m dowolnym        | 4:04,36    | 8.         | N/A      | N/A      | 4:05,30   | 6.      | [ 120 ] |
| Jessica Ashwood                                                                                       | 800 m dowolnym        | 8:22,57    | 6.         | N/A      | N/A      | 8:20,32   | 5.      | [ 121 ] |
| Tamsin Cook                                                                                           | 800 m dowolnym        | 8:36,62    | 20.        | N/A      | N/A      | NQ        | NQ      | [ 121 ] |
| Emily Seebohm                                                                                         | 100 m grzbietowym     | 58,99      | 2.         | 59,32    | 7.       | 59,19     | 7.      | [ 122 ] |
| Madison Wilson                                                                                        | 100 m grzbietowym     | 59,92      | 8.         | 59,03    | 4.       | 59,23     | 8.      | [ 122 ] |
| Belinda Hocking                                                                                       | 200 m grzbietowym     | 2:08,67    | 4.         | 2:07,83  | 5.       | 2:08,02   | 5.      | [ 123 ] |
| Emily Seebohm                                                                                         | 200 m grzbietowym     | 2:09,00    | 10.        | 2:09,39  | 12.      | NQ        | NQ      | [ 123 ] |
| Taylor McKeown                                                                                        | 100 m klasycznym      | 1:06,73    | 8.         | 1:07,29  | 11.      | NQ        | NQ      | [ 124 ] |
| Georgia Bohl                                                                                          | 100 m klasycznym      | 1:07,96    | 24.        | NQ       | NQ       | NQ        | NQ      | [ 124 ] |
| Taylor McKeown                                                                                        | 200 m klasycznym      | 2:23,00    | 3.         | 2:21,69  | 1.       | 2:22,43   | 5.      | [ 125 ] |
| Georgia Bohl                                                                                          | 200 m klasycznym      | 2:28,24    | 22.        | NQ       | NQ       | NQ        | NQ      | [ 125 ] |
| Emma McKeon                                                                                           | 100m motylkowym       | 57,33      | 8.         | 56,81    | 2.       | 57,05     | 6.      | [ 126 ] |
| Madeline Groves                                                                                       | 100m motylkowym       | 58,17      | 16.        | NQ       | NQ       | NQ        | NQ      | [ 126 ] |
| Madeline Groves                                                                                       | 200 m motylkowym      | 2:07,02    | 5.         | 2:05,66  | 1.       | 2:04,88   | srebro  | [ 127 ] |
| Brianna Throssell                                                                                     | 200 m motylkowym      | 2:07,76    | 10.        | 2:07,19  | 7.       | 2:07,87   | 7.      | [ 127 ] |
| Alicia Coutts                                                                                         | 200 m zmiennym kobiet | 2:10,52    | 6.         | 2:10,35  | 6.       | 2:10,88   | 5.      | [ 128 ] |
| Kotuku Ngawati                                                                                        | 200 m zmiennym kobiet | 2:13,05    | 17.        | NQ       | NQ       | NQ        | NQ      | [ 128 ] |
| Keryn McMaster                                                                                        | 400 m zmiennym kobiet | 4:37,33    | 10.        | N/A      | N/A      | NQ        | NQ      | [ 129 ] |
| Blair Evans                                                                                           | 400 m zmiennym kobiet | 4:38,91    | 16.        | N/A      | N/A      | NQ        | NQ      | [ 129 ] |
| Chelsea Gubecka                                                                                       | 10 km                 | N/A        | N/A        | N/A      | N/A      | 1:58:12,7 | 15.     | [ 130 ] |
| Madison Wilson Brittany Elmslie Bronte Campbell Cate Campbell Emma McKeon                             | 4 × 100m dowolnym     | 3:32,39    | 1.         | N/A      | N/A      | 3:30,65   | złoto   | [ 131 ] |
| Leah Neale Bronte Barratt Tamsin Cook Jessica Ashwood Emma McKeon                                     | 4 × 200m dowolnym     | 7:49,24    | 2.         | N/A      | N/A      | 7:44,,87  | srebro  | [ 132 ] |
| Madison Wilson Taylor McKeown Madeline Groves Brittany ElmslieEmily Seebohm Emma McKeon Cate Campbell | 4 × 100m zmiennym     | 3:57,80    | 5.         | N/A      | N/A      | 3:55,00   | srebro  | [ 133 ] |

### Pływanie synchroniczne
| Zawodnik | Konkurencja | Eliminacje                    | Eliminacje                    | Eliminacje                 | Eliminacje                 | Eliminacje         | Eliminacje         | Finał         | Finał         | Finał    | Finał   | Źródło  |
| Zawodnik | Konkurencja | Eliminacje – runda techniczna | Eliminacje – runda techniczna | Eliminacje – runda dowolna | Eliminacje – runda dowolna | Eliminacje – Razem | Eliminacje – Razem | Runda dowolna | Runda dowolna | Razem    | Razem   | Źródło  |
| Zawodnik | Konkurencja | Punkty                        | Miejsce                       | Punkty                     | Miejsce                    | Punkty             | Miejsce            | Punkty        | Miejsce       | Punkty   | Miejsce | Źródło  |
| Nikita Pablo Rose Stackpole | Duety       | 74,7667                       | 24.                           | 73,6360                    | 24.                        | 148,4027           | 24.                | NQ            | NQ            | NQ       | NQ      | [ 134 ] |
| Bianca Hammett Danielle Kettlewell Nikita Pablo Emily Rogers Cristina Sheehan Rose Stackpole Amie Thompson Deborah Tsai Hannah Cross | Drużyny     | 74,0667                       | 8.                            | N/A                        | N/A                        | N/A                | N/A                | 75,4333       | 8.            | 149,5000 | 8.      | [ 135 ] |

### Podnoszenie ciężarów
| Zawodnik         | Konkurencja     | Rwanie | Rwanie  | Podrzut | Podrzut | Razem  | Pozycja | Źródło  |
| Zawodnik         | Konkurencja     | Wynik  | Pozycja | Wynik   | Pozycja | Razem  | Pozycja | Źródło  |
| ---------------- | --------------- | ------ | ------- | ------- | ------- | ------ | ------- | ------- |
| Simplice Ribouem | −94 kg mężczyzn | 155 kg | 12.     | 185 kg  | 13.     | 340 kg | 13.     | [ 136 ] |
| Tia-Clair Toomey | −58 kg kobiet   | 82 kg  | 15.     | 107 kg  | 10.     | 189 kg | 14.     | [ 136 ] |

### Rugby 7
Turniej kobiet
- Reprezentacja kobiet

| - Shannon Parry - Sharni Williams - Nicole Beck - Gemma Etheridge - Emma Tonegato - Evania Pelite |  | - Charlotte Caslick - Chloe Dalton - Amy Turner - Alicia Quirk - Emilee Cherry - Ellia Green |

| Drużyna   | Konkurencja | Faza grupowa     | Faza grupowa     | Faza grupowa            | Faza grupowa | Ćwierćfinały     | Półfinały        | Finał/Mecz 3. miejsce | Pozycja | Źródło          |
| Drużyna   | Konkurencja | Przeciwnik Wynik | Przeciwnik Wynik | Przeciwnik Wynik        | Pozycja      | Przeciwnik Wynik | Przeciwnik Wynik | Przeciwnik Wynik      | Pozycja | Źródło          |
| --------- | ----------- | ---------------- | ---------------- | ----------------------- | ------------ | ---------------- | ---------------- | --------------------- | ------- | --------------- |
| Australia | kobiety     | Kolumbia 53:0    | Fidżi 36:0       | Stany Zjednoczone 12:12 | 1.           | Hiszpania 24:0   | Kanada 17:5      | Nowa Zelandia 24:17   | złoto   | [ 137 ] [ 138 ] |

Turniej mężczyzn
- Reprezentacja mężczyzn

| - Nick Malouf - Jesse Parahi - Henry Hutchison - Lewis Holland - James Stannard - Con Foley |  | - Cameron Clark - Pat McCutcheon - Ed Jenkins - Allan Fa’alava’au - John Porch - Tom Cusack |

| Drużyna   | Konkurencja | Faza grupowa     | Faza grupowa     | Faza grupowa           | Faza grupowa | Ćwierćfinały           | Półfinały        | Finał/Mecz 3. miejsce | Pozycja | Źródło          |
| Drużyna   | Konkurencja | Przeciwnik Wynik | Przeciwnik Wynik | Przeciwnik Wynik       | Pozycja      | Przeciwnik Wynik       | Przeciwnik Wynik | Przeciwnik Wynik      | Pozycja | Źródło          |
| --------- | ----------- | ---------------- | ---------------- | ---------------------- | ------------ | ---------------------- | ---------------- | --------------------- | ------- | --------------- |
| Australia | mężczyźni   | Francja 14:31    | Hiszpania 26:12  | Południowa Afryka 12:5 | 3.           | Południowa Afryka 5:22 | Argentyna 21:26  | Francja 10:12         | 8.      | [ 140 ] [ 141 ] |

### Siatkówka

#### Siatkówka plażowa
| Zawodniczki                            | Konkurencja | Faza grupowa                          | Faza grupowa                                 | Faza grupowa                                 | Pozycja | Play-off         | 1/8                                           | Ćwierćfinały                           | Półfinały        | Finał/3. miejsce | Finał/3. miejsce | Źródło  |
| Zawodniczki                            | Konkurencja | Przeciwnik Wynik                      | Przeciwnik Wynik                             | Przeciwnik Wynik                             | Pozycja | Przeciwnik Wynik | Przeciwnik Wynik                              | Przeciwnik Wynik                       | Przeciwnik Wynik | Przeciwnik Wynik | Pozycja          | Źródło  |
| -------------------------------------- | ----------- | ------------------------------------- | -------------------------------------------- | -------------------------------------------- | ------- | ---------------- | --------------------------------------------- | -------------------------------------- | ---------------- | ---------------- | ---------------- | ------- |
| Mariafe Artacho del Solar Nicole Laird | kobiety     | Ross Walsh-Jennings 0:2 (21-14,21-13) | Forrer Vergé-Dépré 1:2 (21-19, 16-21, 19-21) | Wang Yue 0:2 (16-21, 10-21)                  | 4.      | NQ               | NQ                                            | NQ                                     | NQ               | NQ               | 15.              | [ 142 ] |
| Louise Bawden Taliqua Clancy           | kobiety     | Alfaro Cope 2:0 (21-15,21-14)         | Agudo Pérez 2:0 (21-9,21-14)                 | Meppelink van Iersel 2:1 (27-25,18-21,16-14) | 1.      | N/A              | Brzostek Kołosińska 2:1 (21-15, 16-21, 15-11) | Ross Walsh-Jennings 0:2 (14-21, 16-21) | NQ               | NQ               | 5.               | [ 142 ] |

### Skoki do wody
| Zawodnik                       | Konkurencja                            | Preeliminacje | Preeliminacje | Półfinał | Półfinał | Finał  | Finał   | Źródło  |
| Zawodnik                       | Konkurencja                            | Punkty        | Miejsce       | Punkty   | Miejsce  | Punkty | Miejsce | Źródło  |
| ------------------------------ | -------------------------------------- | ------------- | ------------- | -------- | -------- | ------ | ------- | ------- |
| Grant Nel                      | trampolina 3 m indywidualnie mężczyźni | 295,05        | 16.           | 368,35   | 15.      | NQ     | NQ      | [ 143 ] |
| Kevin Chávez                   | trampolina 3 m indywidualnie mężczyźni | 356,55        | 26.           | NQ       | NQ       | NQ     | NQ      | [ 143 ] |
| Domonic Bedggood               | wieża 10 m indywidualnie mężczyźni     | 413,85        | 17.           | 454,95   | 11.      | 403,80 | 12.     | [ 144 ] |
| James Connor                   | wieża 10 m indywidualnie mężczyźni     | 457,05        | 9.            | 419,10   | 15.      | NQ     | NQ      | [ 144 ] |
| Maddison Keeney                | trampolina 3 m indywidualnie kobiety   | 323,35        | 9.            | 326,35   | 4.       | 349,65 | 5.      | [ 145 ] |
| Esther Qin                     | trampolina 3 m indywidualnie kobiety   | 347,25        | 5.            | 315,65   | 10.      | 344,10 | 6.      | [ 145 ] |
| Melissa Wu                     | wieża 10 m indywidualnie kobiety       | 342,80        | 4.            | 346,00   | 4.       | 368,30 | 5.      | [ 146 ] |
| Brittany O’Brien               | wieża 10 m indywidualnie kobiety       | 290,30        | 17.           | 300,05   | 15.      | NQ     | NQ      | [ 146 ] |
| Maddison Keeney Anabelle Smith | trampolina 3 m synchronicznie kobiet   | N/A           | N/A           | N/A      | N/A      | 299,19 | brąz    | [ 147 ] |

### Strzelectwo
| Zawodnik               | Konkurencja                           | Kwalifikacje | Kwalifikacje | Półfinał | Półfinał | Finał | Finał   | Źródło  |
| Zawodnik               | Konkurencja                           | Wynik        | Pozycja      | Wynik    | Pozycja  | Wynik | Pozycja | Źródło  |
| ---------------------- | ------------------------------------- | ------------ | ------------ | -------- | -------- | ----- | ------- | ------- |
| Dane Sampson           | karabin pneumatyczny 10 m             | 619,3        | 37.          | N\A      | N\A      | NQ    | NQ      | [ 148 ] |
| Jack Rossitera         | karabin pneumatyczny 10 m             | 612,4        | 46.          | N\A      | N\A      | NQ    | NQ      | [ 148 ] |
| Dane Sampson           | karabin małokalibrowy leżąc mężczyźni | 620,6        | 31.          | N/A      | N/A      | NQ    | NQ      | [ 148 ] |
| Warren Potent          | karabin małokalibrowy leżąc mężczyźni | 620,0        | 35.          | N/A      | N/A      | NQ    | NQ      | [ 148 ] |
| Dane Sampson           | karabin małokalibrowy trzy postawy    | 1169         | 20.          | N/A      | N/A      | NQ    | NQ      | [ 148 ] |
| William Godward        | karabin małokalibrowy trzy postawy    | 1156         | 39.          | N/A      | N/A      | NQ    | NQ      | [ 148 ] |
| Blake Blackburn        | pistolet pneumatyczny                 | 570          | 36.          | N/A      | N/A      | NQ    | NQ      | [ 148 ] |
| Daniel Repacholi       | pistolet pneumatyczny                 | 565          | 44.          | N/A      | N/A      | NQ    | NQ      | [ 148 ] |
| Daniel Repacholi       | pistolet dowolny 50 m                 | 545          | 28.          | N/A      | N/A      | NQ    | NQ      | [ 148 ] |
| David Chapman          | pistolet szybkostrzelny 25 m          | 551          | 26.          | N/A      | N/A      | NQ    | NQ      | [ 148 ] |
| Adam Vella             | trap                                  | 115          | 12.          | NQ       | NQ       | NQ    | NQ      | [ 148 ] |
| Mitchell Iles-Crevatin | trap                                  | 110          | 26.          | NQ       | NQ       | NQ    | NQ      | [ 148 ] |
| Keith Ferguson         | skeet                                 | 120          | 10.          | NQ       | NQ       | NQ    | NQ      | [ 148 ] |
| Paul Adams             | skeet                                 | 118          | 19.          | NQ       | NQ       | NQ    | NQ      | [ 148 ] |
| James Willett          | trap podwójny                         | 140          | 2.           | 26       | 5.       | NQ    | NQ      | [ 148 ] |
| Jennifer Hens          | karabin pneumatyczny                  | 410,1        | 39.          | N/A      | N/A      | NQ    | NQ      | [ 149 ] |
| Lalita Yauhleuskaya    | Pistolet pneumatyczny 10 m            | 379          | 24.          | N/A      | N/A      | NQ    | NQ      | [ 149 ] |
| Elena Galiabovitch     | Pistolet pneumatyczny 10 m            | 369          | 43.          | N/A      | N/A      | NQ    | NQ      | [ 149 ] |
| Lalita Yauhleuskaya    | pistolet sportowy 25 m                | 578          | 14.          | N/A      | N/A      | NQ    | NQ      | [ 149 ] |
| Elena Galiabovitch     | pistolet sportowy 25 m                | 569          | 31.          | N/A      | N/A      | NQ    | NQ      | [ 149 ] |
| Laetisha Scanlan       | trap                                  | 70           | 1.           | 10       | 5.       | NQ    | NQ      | [ 149 ] |
| Catherine Skinner      | trap                                  | 67 (+2)      | 6.           | 14       | 1.       | 12    | złoto   | [ 149 ] |
| Aislin Jones           | skeet                                 | 63           | 17.          | NQ       | NQ       | NQ    | NQ      | [ 149 ] |

### Taekwondo
| Zawodnik        | Konkurencja            | 1/8              | Ćwierćfinał      | Półfinał         | Repesaż            | Finał/3. miejsce | Finał/3. miejsce | Źródło  |
| Zawodnik        | Konkurencja            | Przeciwnik Wynik | Przeciwnik Wynik | Przeciwnik Wynik | Przeciwnik Wynik   | Przeciwnik Wynik | Pozycja          | Źródło  |
| --------------- | ---------------------- | ---------------- | ---------------- | ---------------- | ------------------ | ---------------- | ---------------- | ------- |
| Safwan Khalil   | waga do 58 kg mężczyzn | Ketbi W 8-1      | Hanprab P 9-11   | NQ               | Kim Tae-hun P 1-4  | NQ               | 7.               | [ 150 ] |
| Hayder Shkara   | −80 kg mężczyzn        | Muhammad P 0-14  | NQ               | NQ               | Steven López P 0-0 | NQ               | 7.               | [ 151 ] |
| Andrea Kilday   | -49 kg kobiet          | Sing P 5-7       | NQ               | NQ               | NQ                 | NQ               | 11.              | [ 152 ] |
| Caroline Marton |                        |                  |                  |                  |                    |                  |                  |         |
| Glasnović P 0-4 | NQ                     | NQ               | NQ               | NQ               | 11.                | [ 153 ]          |                  |         |

### Tenis stołowy
| Zawodnik                                 | Konkurencja           | Eliminacje        | Runda 1          | Runda 2          | Runda 3          | 1/8 finału             | Ćwierćfinały     | Półfinały        | Finał            | Finał   | Źródło  |
| Zawodnik                                 | Konkurencja           | Przeciwnik Wynik  | Przeciwnik Wynik | Przeciwnik Wynik | Przeciwnik Wynik | Przeciwnik Wynik       | Przeciwnik Wynik | Przeciwnik Wynik | Przeciwnik Wynik | Pozycja | Źródło  |
| ---------------------------------------- | --------------------- | ----------------- | ---------------- | ---------------- | ---------------- | ---------------------- | ---------------- | ---------------- | ---------------- | ------- | ------- |
| Chris Yan                                | gra pojedyncza (m)    | Karakašević P 2-4 | NQ               | NQ               | NQ               | NQ                     | NQ               | NQ               | NQ               | 65.     | [ 154 ] |
| David Powell                             | gra pojedyncza (m)    | Aguirre P 0-4     | NQ               | NQ               | NQ               | NQ                     | NQ               | NQ               | NQ               | 65.     | [ 154 ] |
| David Powell Chris Yan Hu Heming         | turniej drużynowy (m) | N/A               | N/A              | N/A              | N/A              | Hongkong · P 0-3       | NQ               | NQ               | NQ               | 9.      | [ 154 ] |
| Jian Fang Lay                            | gra pojedyncza (k)    | N/A               | Dołgich W 4-3    | Polcanova W 4-2  | Yu P 0-4         | NQ                     | NQ               | NQ               | NQ               | 17.     | [ 155 ] |
| Melissa Tapper                           | gra pojedyncza (k)    | Kumahara P 2-4    | NQ               | NQ               | NQ               | NQ                     | NQ               | NQ               | NQ               | 65.     | [ 155 ] |
| Lay Jian Fang Melissa Tapper Sally Zhang | turniej drużynowy (k) | N/A               | N/A              | N/A              | N/A              | Korea Północna · P 0-3 | NQ               | NQ               | NQ               | 9.      | [ 155 ] |

### Tenis ziemny
| Zawodnik                             | Konkurencja | 1/32                            | 1/16                                          | 1/8                            | Ćwierćfinały     | Półfinały        | Finał            | Finał   | Źródło  |
| Zawodnik                             | Konkurencja | Przeciwnik Wynik                | Przeciwnik Wynik                              | Przeciwnik Wynik               | Przeciwnik Wynik | Przeciwnik Wynik | Przeciwnik Wynik | Pozycja | Źródło  |
| ------------------------------------ | ----------- | ------------------------------- | --------------------------------------------- | ------------------------------ | ---------------- | ---------------- | ---------------- | ------- | ------- |
| Thanasi Kokkinakis                   | singel (m)  | Elias P 0:2 (6:7, 6:7)          | NQ                                            | NQ                             | NQ               | NQ               | NQ               | 33.     | [ 156 ] |
| Sam Groth                            | singel (m)  | Goffin P 0:2 (4:6, 2:6)         | NQ                                            | NQ                             | NQ               | NQ               | NQ               | 33.     | [ 156 ] |
| Jordan Thompson                      | singel (m)  | Kyle P 0:2 (4:6, 2:6)           | NQ                                            | NQ                             | NQ               | NQ               | NQ               | 33.     | [ 156 ] |
| John Millman                         | singel (m)  | Berankis W 2:0 (6:0, 6:0)       | Nishikori P 0:2 (6:7, 4:6)                    | NQ                             | NQ               | NQ               | NQ               | 17.     | [ 156 ] |
| Chris Guccione John Peers            | debel (m)   | N/A                             | del Potro González P 0-2 (4:6, 5:7)           | NQ                             | NQ               | NQ               | NQ               | 17.     | [ 157 ] |
| Darja Gawriłowa                      | singel (k)  | S.Williams P 0:2 (4:6, 2:6)     | NQ                                            | NQ                             | NQ               | NQ               | NQ               | 33.     | [ 158 ] |
| Samantha Stosur                      | singel (k)  | Ostapenko W 2:1 (1:6, 6:3, 6:2) | Doi W 2:0 (6:3, 6:4)                          | Kerber P 0:2 (0:6, 5:7)        | NQ               | NQ               | NQ               | 17.     | [ 158 ] |
| Darja Gawriłowa Samantha Stosur      | debel       | N/A                             | Timea Bacsinszky Hingis P 1-2 (4:6, 6:4, 2:6) | NQ                             | NQ               | NQ               | NQ               | 17.     | [ 159 ] |
| Anastasija Rodionowa Arina Rodionowa | debel       | N/A                             | Makarowa Wiesnina P 0-2 (1:6, 2:6)            | NQ                             | NQ               | NQ               | NQ               | 17.     | [ 159 ] |
| Samantha Stosur John Peers           | mikst       | N/A                             | N/A                                           | Mirza Bopanna P 0-2 (5:7, 4:6) | NQ               | NQ               | NQ               | 9.      | [ 160 ] |

### Triathlon
| Zawodnik        | Konkurencja | Pływanie (1,5 km) | Zmiana 1 | Jazda na rowerze (40 km) | Zmiana 2 | Bieg (10 km) | Czas    | Pozycja | Źródło  |
| --------------- | ----------- | ----------------- | -------- | ------------------------ | -------- | ------------ | ------- | ------- | ------- |
| Erin Densham    | kobiety     | 19:10             | 0:54     | 1:01:26                  | 0:39     | 37:18        | 1:59:27 | 12.     | [ 161 ] |
| Emma Moffatt    | kobiety     | 19:07             | 0:58     | 1:01:24                  | 0:37     | 35:49        | 1:57:55 | 6.      | [ 161 ] |
| Ashleigh Gentle | kobiety     | 19:49             | 0:57     | 1:03:59                  | 0:59     | 36:18        | 2:01:44 | 26.     | [ 161 ] |
| Aaron Royle     | mężczyźni   | 17:26             | 0:48     | 55:05                    | 0:36     | 32:47        | 1:46:42 | 9.      | [ 162 ] |
| Ryan Bailie     | mężczyźni   | 17:31             | 0:49     | 56:11                    | 0:38     | 31:33        | 1:47:02 | 10.     | [ 162 ] |
| Ryan Fisher     | mężczyźni   | 18:01             | 0:48     | 55:42                    | 0:38     | 33:25        | 1:48:34 | 24.     | [ 162 ] |

### Wioślarstwo
| Zawodnik | Konkurencja | Eliminacje | Eliminacje | Repesaż | Repesaż | Ćwierćfinały | Ćwierćfinały | Półfinały            | Półfinały       | Finał            | Finał      | Miejsce | Źródło                          |
| Zawodnik | Konkurencja | Czas       | M.         | Czas    | M.      | Czas         | M.           | Czas                 | M.              | Czas             | M.         | Miejsce | Źródło                          |
| --- | ----------- | ---------- | ---------- | ------- | ------- | ------------ | ------------ | -------------------- | --------------- | ---------------- | ---------- | ------- | ------------------------------- |
| Rhys Grant | M1x         | 7:28,83    | 2.         | N/A     | N/A     | 6:55,14      | 2.           | 7:14,68 Półfinał A/B | 5.              | 6:51,90 Finał B  | 3.         | 9.      | [ 163 ] [ 164 ] [ 165 ] [ 166 ] |
| David Watts Christopher Morgan | M2x         | 6:36,39    | 3.         | N/A     | N/A     | N/A          | N/A          | 6:19,36              | 5.              | 6:58,11. Finał B | 1.         | 7.      | [ 167 ] [ 168 ] [ 169 ]         |
| Spencer Turrin Alex Lloyd | M2-         | 6:40,79    | 1.         | N/A     | N/A     | N/A          | N/A          | 6:25,25              | 2.              | 7:11,60 Finał A  | 6.         | 6.      | [ 170 ] [ 171 ] [ 172 ]         |
| James McRae Karsten Forsterling Cameron Girdlestone Alexander Belonogoff                                                                    | M4x         | 5:50,98    | 1.         | N/A     | N/A     | N/A          | N/A          | N/A                  | N/A             | 6:07,96          | 2. Finał A | srebro  | [ 173 ] [ 174 ] [ 175 ]         |
| Joshua Dunkley-Smith William Lockwood Josh Booth Alexander Hill                                                                             | M4-         | 5:54,84    | 1.         | N/A     | N/A     | N/A          | N/A          | 6:11,82              | 1.              | 6:00,44          | 2. Finał A | srebro  | [ 173 ] [ 174 ] [ 175 ]         |
| Kim Crow | W1x         | 8:22,80    | 3.         | N/A     | N/A     | 7:26,86      | 1.           | 7:47,88              | 1. Półfinał A/B | 7:21,54          | 1. Finał A | złoto   | [ 176 ] [ 177 ] [ 178 ] [ 179 ] |
| Sally Kehoe Genevieve Horton | W2x         | 7:17,34    | 2.         | BYE     | BYE     | N/A          | N/A          | 6:55,37              | 4.              | 7:42,30          | 3. Finał B | 9.      | [ 180 ] [ 181 ] [ 182 ]         |
| Jessica Hall Kerry Hore Jennifer Cleary Madeleine Edmunds                                                                                   | W4x         | 6:37,43    | 2.         | 6:28,60 | 5.      | N/A          | N/A          | N/A                  | N/A             | N                | N          | 7.      | [ 183 ] [ 184 ]                 |
| Fiona Albert Jessica Morrison Alexandra Hagan Meaghan Volker Molly Goodman Olympia Aldersey Lucy Stephan Charlotte Sutherland Sarah Banting | W8x         | 6:22,68    | 4.         | 6:40,45 | 5.      | N/A          | N/A          | N/A                  | N/A             | NQ               | NQ         | 7.      | [ 185 ] [ 186 ] [ 187 ]         |

### Zapasy
Mężczyźni – styl klasyczny
| Zawodnik   | Konkurencja | Kwalifikacje     | 1/8              | Ćwierćfinał      | Półfinał         | Repesaż 1        | Finał/3. miejsce | Finał/3. miejsce | Źródło  |
| Zawodnik   | Konkurencja | Przeciwnik Wynik | Przeciwnik Wynik | Przeciwnik Wynik | Przeciwnik Wynik | Przeciwnik Wynik | Przeciwnik Wynik | Pozycja          | Źródło  |
| ---------- | ----------- | ---------------- | ---------------- | ---------------- | ---------------- | ---------------- | ---------------- | ---------------- | ------- |
| Iwan Popow | −130 kg     | BYE              | Eurén P 0-5      | NQ               | NQ               | NQ               | NQ               | 17.              | [ 188 ] |

Mężczyźni – styl wolny
| Zawodnik       | Konkurencja | Kwalifikacje        | 1/8              | Ćwierćfinał      | Półfinał         | Repesaż 1        | Repesaż 1        | Finał/3. miejsce | Finał/3. miejsce | Źródło  |
| Zawodnik       | Konkurencja | Przeciwnik Wynik    | Przeciwnik Wynik | Przeciwnik Wynik | Przeciwnik Wynik | Przeciwnik Wynik | Przeciwnik Wynik | Przeciwnik Wynik | Pozycja          | Źródło  |
| -------------- | ----------- | ------------------- | ---------------- | ---------------- | ---------------- | ---------------- | ---------------- | ---------------- | ---------------- | ------- |
| Sahit Prizreni | −65 kg      | Ye’erlanbieke P 1-6 | NQ               | NQ               | NQ               | NQ               | NQ               | NQ               | 19.              | [ 189 ] |
| Talgat Ilyasov | −74 kg      | Takatani P 0-6      | NQ               | NQ               | NQ               | NQ               | NQ               | NQ               | 17.              | [ 190 ] |

### Żeglarstwo
Kobiety
| Zawodnik                | Konkurencja  | Wyścig | Wyścig | Wyścig | Wyścig | Wyścig | Wyścig | Wyścig | Wyścig | Wyścig | Wyścig | Wyścig | Wyścig | Wyścig | Punkty | Finałowa pozycja | Źródło  |
| Zawodnik                | Konkurencja  | 1      | 2      | 3      | 4      | 5      | 6      | 7      | 8      | 9      | 10     | 11     | 12     | M*     | Punkty | Finałowa pozycja | Źródło  |
| ----------------------- | ------------ | ------ | ------ | ------ | ------ | ------ | ------ | ------ | ------ | ------ | ------ | ------ | ------ | ------ | ------ | ---------------- | ------- |
| Carrie Smith Jaime Ryan | 470          | 16     | 8      | 11     | 17     | 7      | 6      | 14     | 15     | 17     | 12     | N/A    | N/A    | NQ     | 106    | 15.              | [ 191 ] |
| Ashley Stoddart         | Laser Radial | 8      | 6      | 16     | 28     | 11     | 11     | 23     | 11     | 7      | 8      | N/A    | N/A    | 6      | 107    | 9.               | [ 192 ] |

Mężczyźni
| Zawodnik                      | Konkurencja | Wyścig | Wyścig | Wyścig | Wyścig | Wyścig | Wyścig | Wyścig | Wyścig | Wyścig | Wyścig | Wyścig | Wyścig | Wyścig | Punkty | Finałowa pozycja | Źródło  |
| Zawodnik                      | Konkurencja | 1      | 2      | 3      | 4      | 5      | 6      | 7      | 8      | 9      | 10     | 11     | 12     | M*     | Punkty | Finałowa pozycja | Źródło  |
| ----------------------------- | ----------- | ------ | ------ | ------ | ------ | ------ | ------ | ------ | ------ | ------ | ------ | ------ | ------ | ------ | ------ | ---------------- | ------- |
| Tom Burton                    | Laser       | 17     | 8      | 2      | 10     | 9      | 14     | 7      | 2      | 11     | 4      | N/A    | N/A    | 6      | 73     | złoto            | [ 193 ] |
| Jake Lilley                   | Finn        | 16     | 24     | 8      | 6      | 6      | 4      | 3      | 5      | 23     | 16     | N/A    | N/A    | 10     | 97     | 8.               | [ 194 ] |
| Mathew Belcher William Ryan   | 470         | 8      | 1      | 3      | 3      | 2      | 8      | 10     | 7      | 1      | 7      | N/A    | N/A    | 18     | 58     | srebro           | [ 195 ] |
| Nathan Outteridge Iain Jensen | 49er        | 13     | 8      | 2      | 5      | 10     | 12     | 4      | 5      | 8      | 2      | 7      | 7      | 8      | 78     | srebro           | [ 196 ] |

Open
| Zawodnik                       | Konkurencja | Wyścig | Wyścig | Wyścig | Wyścig | Wyścig | Wyścig | Wyścig | Wyścig | Wyścig | Wyścig | Wyścig | Wyścig | Wyścig | Punkty | Finałowa pozycja | Źródło  |
| Zawodnik                       | Konkurencja | 1      | 2      | 3      | 4      | 5      | 6      | 7      | 8      | 9      | 10     | 11     | 12     | M*     | Punkty | Finałowa pozycja | Źródło  |
| ------------------------------ | ----------- | ------ | ------ | ------ | ------ | ------ | ------ | ------ | ------ | ------ | ------ | ------ | ------ | ------ | ------ | ---------------- | ------- |
| Jason Waterhouse Lisa Darmanin | Nacra 17    | 6      | 7      | 4      | 1      | 1      | 5      | 15     | 11     | 11     | 1      | 12     | 17     | 4      | 78     | srebro           | [ 197 ] |

M = Wyścig medalowy